# Pražupnija
Pražupnija (starejši izraz prafara), je v Rimskokatoliški Cerkvi najstarejša cerkvena ozemeljska enota, s središčem pri cerkvi s krstno in pogrebno pravico, in sicer na ozemlju, ki ga predhodno ni zajemala kakšna že obstoječa župnija. 

## Zgodovina
Propadu rimskega cesarstva, v povezavi z vedno novimi vdori vzhodnih ljudstev (Huni, Vzhodni Goti, Langobardi, Obri, Slovani) že pred letom 587, je sledil propad škofij na Ptuju (Poetovio), v Virinumu na Gosposvetskem polju, v Celju (Celeia) in Emoni, pod novim slovanskim valom pa pred letom 591 še zadnji antični škofiji v Teurniji (St. Peter in Holz pri Spittalu a.d. Drau) in Aguntum (Lienz) ob zgornji Dravi. Antična mesta so bila opustošena, večina staroselcev se je pričela umikati v odročne kraje ali pa še dalje proti zahodu. »Čiščenje prostora« je onemogočilo novoselcem obogatitev z dobrinami in dosežki prvotnih prebivalcev, ki so v mnogočem presegale njihove. Tudi na verskem področju je nastala nekaj desetletna prekinitev krščanstva.
Cerkvena organizacija je tako v stoletjih preseljevanja narodov na Slovenskem propadla, misijonski poskusi v 7. stoletju, s frankovske strani, so bili neuspešni zaradi nepoznavanja jezika, odpora do zahodnih germanskih sosedov ter globoke ukoreninjenosti navad, običajev in verovanj, ki so jih novoselci prinesli iz pradomovine ter so ostali prisotni še stoletja. K integraciji naših prednikov v krog takratnih evropskih narodov, je pripomogla ogroženost od nekdanjih soosvajalcev Obrov, ki so bili vojaško močnejši. Po letih samostojne države, plemenske zveze v času kralja Sama, so se sredi 8. stoletja pod knezom Borutom Karantanci povezali z Bavarci, kar jih je privedlo pod bavarsko in frankovsko nadoblast. Šele zlom obrske države, složen in vzajemen pristop Ogleja in Salzburga ter enotna frankovska država so ustvarili pogoje za kasneje uspešno misijonsko delovanje iz teh dveh cerkvenih središč, vendar je bilo potrebno cerkveno upravo na današnjem slovenskem prostoru organizirati na novo.
Iz teh časov je pomembna letnica 811, ko je v sporu med oglejskim patriarhom Ursom in salzburškim nadškofom Arnom frankovski vladar Karel Veliki (768-814) razsodil, da se Karantanija cerkvenoupravno razdeli tako, da je Salzburgu pripadlo ozemlje severno, Ogleju pa južno od reke Drave. To je pomenilo skoraj tisočletno razdelitev slovenskega ozemlja, vse do ukinitve oglejskega patriarhata leta 1751.
O organizaciji Cerkve v časih pokristjanjevanja in o prvotni formaciji krščanstva na slovenskem etničnem ozemlju vemo zelo malo. Gotovo so vsaj ob pomembnejših prometnicah v karolinški dobi, od 9. stoletja nastajale posamezne misijonarske postaje, skromne majhne cerkvice, ki so pač zadoščale za število vernikov. Misijonar je tedaj bil gost občestva, kjer se je mudil in deloval, dokler je bil pri njem. Prav te prve misijonarske postaje, ki so v madžarskih pohodih v prvi polovici 10. stoletja večinoma propadle, so bile neke vrste temeljni kamen prihodnjih stalnih misijonarskih središč, ki so ponekod že v 11., še bolj pa v 12. stoletju postale prve župnije. Ker so te postale matice župnijske organizacije v srednjem in še v novem veku, jih imenujemo pražupnije.

## Organiziranost pražupnij
Pražupnije so nastale v povezavi z dvema tipoma (po nastanku) cerkva. Prvi tip je t. i. lastniška cerkev; drugi pa cerkev, ki jo je ustanovil sam cerkveni glavar (na slovenskem etničnem ozemlju oglejski patriarh ali pa salzburški nadškof). Oba tipa cerkva se ločita po tem, komu pripadajo vse kanonične pravice pri cerkvi oz. župniji.

Pri cerkvenih ustanovah je imel patriarh ali nadškof pravico tako do predlaganja, imenovanja (postavitve) župnika oz. predstojnika (»ius praesentandi«) kot tudi do njegove potrditve (»ius confirmandi«), med tem ko je pri lastniški cerkvi imel to pravico (prezentacije) posvetni ustanovitelj ali lastnik ozemlja, kjer je bila verska  ustanova ali župnija. Zaščita cerkvenega premoženja pa je pripadala zemljiškemu gospodu, kar se imenuje pravica do odvetništva (»ius advocaturae«). 
Večina cerkva na slovenskih tleh je nastala iz prvotno lastniških cerkva, oziroma je ta tip cerkva po nastanku prvoten.

## Pražupnije na Slovenskem
V frankovski državi sta imela glede češčenja svetnikov osrednje mesto sv. Peter in sv. Martin, njuno češčenje pa je prevzela tudi oglejska cerkev, v kateri pa so še posebej častili oglejska mučenca sv. Mohorja in Fortunata. Že v 9. stoletju sta obstajali vsaj misijonski postojanki oglejskega patriarhata, poimenovani po sv. Petru, v Šentpetru v Ljubljani in Šempetru v Savinjski dolini, ter pražupnija sv. Mihaela pri Pliberku na Koroškem. Cerkvena organizacija na sedanjem slovenskem ozemlju je bila dokončno izoblikovana v času patriarha Pelegrina I. (1128-1161). V oglejskem delu, južno od Drave, je bilo 14. pražupnij, ki jih lahko, glede na približni čas ustanovitve, razvrstimo:
- pred madžarskimi vpadi v 9. stoletju: - Šempeter v Savinjski dolini, - Gornji Grad (sv. Mohor), - sv. Martin pri Slovenj Gradcu, Braslovče (Marija vnebovzeta)

- 10. stoletje: - Laško (sv. Martin), - Hoče (sv. Jurij) - Pilštanj (sv. Mihael), - Škale pri Velenju (sv. Jurij) - naselja ni več

- 11. stoletje: - Slovenske Konjice (sv. Jurij) - Slivnica pri Mariboru (Marija vnebovzeta), - Ponikva (sv. Martin), Nova Cerkev (Sv. Lenart), - Videm ob Savi (sv. Rupert)

- 12. stoletje: - Rogaška Slatina (sv. Križ)